# Условни модел
Условни модел је апстрактни модел који описује условне механизме система. Модел мора изразити више од корелације, јер корелација не укључује узрочност.
Јудеја Перл дефинише условни модел као наручену тројку {\displaystyle \langle U,V,E\rangle }, где је U скуп екогених варијабли чије су вредности одређене факторима изван модела; V је скуп ендогених варијабли чије су вредности одређене факторима унутар модела; и Е је скуп структурних једначина које представљају вредност сваке ендогене варијабле у функцији вредности других променљивих у U и V. 

## Дијаграм узрока
Дијаграм узрока представља графички алат који омогућава визуализацију узрочних односа између променљивих у узрочном моделу. Типичан дијаграм узрока ће садржати скуп варијабли (или чворова) дефинисаних као да су представљени  у оквиру модела. Свака променљива у дијаграму треба да буде повезана стрелицом са другом променљивом са којом има узрочни утицај - врх стрелице оцртава правац ове узрочне везе, на пример, стрелица која повезује променљиве А и Б са стрелицом на Б указује на везу којом (сви остали фактори су једнаки) квалитативна или квантитативна промена у А може изазвати промену у Б.
Дијаграми узрока укључују дијаграме узрочне петље, дијаграме ацикличне режије и Ишикава дијаграме.